# Adrianna Grabizna
Adrianna Grabizna – dr hab., profesorka uczelni Instytutu Psychologii Wyższej Szkoły Kształcenia Zawodowego we Wrocławiu.

## Życiorys
Ukończyła studia w trybie indywidualnego programu studiów w obrębie filozofii i biologii na Uniwersytecie Wrocławskim i w 2002r. uzyskała tytuł magistra filozofii. 10 listopada 2006r. uzyskała Doktorat Europejski nadany przez Université Jean Moulin Lyon 3 na podstawie pracy doktorskiej "La théorie évolutive de la connaissance. La relation phylogénétique de la représentatrion à l’objet"  i na podstawie obrony w języku francuskim i angielskim. Od maja 2007r. do maja 2008r. pracowała jako research assistant na Wydziale Bioinformatyki na University of Windsor, a od września 2008r. do sierpnia 2009r. była pracowniczką naukową w Konrad Lorenz Institute for Evolution and Cognition Research w Austrii. 5 czerwca 2015r. uzyskała habilitację (habilitation à diriger des recherches, HDR]) w dziedzinie nauk humanistycznych, w dyscplinie filozofia, na Université Paris Ouest Nanterre la Défense. Od 2010r. pracowała na Uniwersytecie Zielonogórskim, od 2016r do 2025r.. była profesorką uczelni Instytutu Psychologii Wydziału Nauk Społecznych Uniwersytetu Zielonogórskiego.
Obszar zainteresowań badawczych to pogranicze biologii, nauk o zdrowiu psychicznym i filozofii.